# Polaki (Kočani)
Polaki (en macédonien Полаки) est un village de l'est de la Macédoine du Nord, situé dans la municipalité de Kotchani. Le village comptait 113 habitants en 2002.

## Démographie
Lors du recensement de 2002, le village comptait :
- Macédoniens : 113